# Concerto zero
Concerto zero è un doppio CD dei Campo di Marte in confezione mini album, pubblicato dalla BTF.

## Descrizione
Il CD1 contiene una registrazione amatoriale dei Campo di Marte, fatta nel 1972 allo Space Electronic a Firenze. Questa registrazione fu usata come demo quando il gruppo ottenne il contratto discografico con la UA a Milano, che al tempo era sotto la direzione di Gian Borasi.
Il CD2 è la registrazione in live session del luglio 2003 a Pelago, contenente alcuni brani originari del 1973 e altri brani originali più recenti, composti da Enrico Rosa.
Concerto Zero è stato pubblicato anche in Russia e nei paesi del Baltico da Malls Records di Mosca nel 2006.

## Tracce
Disc 1 - 1972 Live allo Space Electronic a Firenze
1. Prologo parte 2 (Settimo Tempo)
2. Alba (Secondo Tempo)
3. Epilogo (Quarto Tempo)
4. Prologo parte 1 (Quinto Tempo/Sesto Tempo)

Disc 2 - 2003 Live alla Terrazza - Ronta (FI)
1. Primo Tempo/Settimo Tempo
2. Back in Time
3. Bluesy Rocky
4. Italian Irish
5. Secondo Tempo
6. Terzo Tempo/Quarto Tempo
7. Rock Barock
8. Outro july the 12th 2003 (Extra track da incisione DVD privata (Valentino Flesca) a Pelago "Festival on The Road")